# Лејк Хејли (Висконсин)
Лејк Хејли (енгл. Lake Hallie) град је у америчкој савезној држави Висконсин.

## Демографија
По попису из 2010. године број становника је 6.448.
| Група             | 2000.    | 2010.         |
| Белци             | 0 (0,0%) | 6.022 (93,4%) |
| Афроамериканци    | 0 (0,0%) | 41 (0,6%)     |
| Азијати           | 0 (0,0%) | 155 (2,4%)    |
| Хиспаноамериканци | 0 (0,0%) | 110 (1,7%)    |
| Укупно            | 0        | 6.448         |